# Joseph Wood (Politiker, 1876)
Joseph Wood (* 17. Februar 1876 in Birmingham, England; † 20. Jahrhundert) war ein Pfarrer und Politiker in Südwestafrika. Von 1927 bis  1929 war er Bürgermeister von Windhoek, der Hauptstadt des seit 1990 unabhängigen Namibias.
Wood war Pfarrer bei der Wesleyanischen Kirche. 1910 heiratete er Emma Wood, geborene Fairbank.
Er wurde am 15. September 1927 zum Bürgermeister von Windhoek gewählt, nachdem er ein Jahr lang Vizebürgermeister war. Am 27. Juni 1929 schied er aus dem Amt aus.
Nach Wood ist eine Straße in Windhoek-Klein Windhoek, einem Stadtteil der Hauptstadt Windhoek benannt.